# Фатио де Дюилье, Никола
Никола Фатио де Дюилье также Николя Фатио де Дьюлле (фр. Nicolas Fatio de Duillier, также встречается написание Faccio или Facio; 26 февраля 1664 — 12 мая 1753) — математик, естествоиспытатель и изобретатель швейцарского происхождения. Большую часть взрослой жизни провёл в Англии и Голландии.
Член Лондонского королевского общества. Известен своим вкладом в астрономию и теорию гравитации. Имел тесные отношения с Гюйгенсом и Ньютоном. Отмечается его роль в споре Ньютона с Лейбницем. Изобрёл технологию применения драгоценных камней в качестве подшипников механических часов.

## Биография

### Ранние годы
Николя Фатио родился в Базеле в 1664 году в семье выходцев из Италии, Жан-Батиста и Катрин Фатио. Был седьмым из девяти детей (два брата и семь сестёр). Жан-Батист получил в наследство от отца значительное состояние, и в 1672 году перевёз семью в дом, который он купил в Дьюлле, в двадцати километрах от Женевы.
Жан-Батист, правоверный кальвинист, желал чтобы сын стал пастором, в то время как Катрин, лютеранка, хотела ему найти место при одном из протестантских княжеских дворов Германии. Всему этому Николя предпочёл научную карьеру. С 1678 по 1680 год он учился в Académie de Genève (ныне Женевский университет), где становится протеже ректора, Жан-Робера Шуэ (Jean-Robert Chouet), — видного ученого-картезианца . В 18-летнем возрасте Николя написал письмо Джованни Кассини, директору Парижской обсерватории, в котором предложил новый метод определения расстояний от Земли до Солнца и Луны, а также объяснение формы колец Сатурна. С помощью Шуэ, весной 1682 года Фатио отправился в Париж и был тепло принят Кассини.
В том же году Кассини опубликовал результаты своих исследований зодиакального света. Фатио повторил наблюдения Кассини в Женеве, и в 1685 году предложил важное дополнение теории Кассини, которое Шуэ опубликовал в мартовском номере журнала Nouvelles de la république des lettres.

В 1684 году Фатио познакомился с пьемонтским графом Фенилом, который скрывался в доме деда Николя по материнской линии, после ссоры с герцогом Савойским и Людовиком XIV. Фенил рассказал Николя о своём плане похищения голландского принца Вильгельма Оранского. Николя раскрыл план Фенила Жильберу Бурнэ и отправился с последним в Голландию, чтобы предупредить Вильгельма о заговоре.
В Голландии Николя встретился с Гюйгенсом, с которым он начал совместную работу над теорией бесконечно малых величин. Воодушевлённый Гюйгенсом, Фатио составил список исправлений к работе Э. фон Чирнгаузена по дифференцированию функций. По представлению Гюйгенса, голландские власти выразили намерение присвоить Фатио звание профессора. Хотя эти планы были отложены, весной 1687 Фатио получил разрешение посетить Англию, где он надеялся познакомиться с Робертом Бойлем.

### В Англии
Прибыв в Лондон в 1687 году, Фатио познакомился с Джоном Уоллисом, Джоном Локком, Ричардом Хэмпденом и его сыном Джоном Хэмпденом, а также другими важными фигурами партии вигов. В то же время, Фатио не оставлял занятия математикой: им были получены новые решения «задачи арктангенсов» из области обыкновенных дифференциальных уравнений; математик Анри Жюстель представил его в Королевское общество.
В июне 1687 года Фатио начал посещать заседания Общества, что позволило ему узнать о предстоящей публикации «Математических начал натуральной философии» Ньютона. Зимой того же года Фатио отправился в Оксфорд, где принял участие в исследовании единиц мер древности совместно с профессором астрономии Эдвардом Бернардом.
2 мая 1688 года Фатио был избран членом Королевского общества. В том же году он сделал доклад на тему механической теории гравитации Гюйгенса, которую он попытался соединить с законом тяготения Ньютона.
Личные перспективы Фатио, как протестанта, улучшились в результате «славной революции» в Англии (1688 год), в результате которой взамен католика Якова II на британский трон взошёл голландский принц-протестант Вильгельм III Оранский.
Летом 1698 года Фатио укрепил свою репутацию учёного, сопровождая Гюйгенса во время визита последнего в Лондон.
Первая встреча Фатио с Ньютоном произошла на заседании Королевского общества 12 июня 1689 года. Ньютона очаровали ум и сметливость Фатио и они вскоре стали близкими друзьями; Ньютон даже предположил Фатио совместное проживание: «Я… был бы чрезвычайно рад поселиться вместе с вами. Я привезу с собой все свои книги и ваши письма».
В 1690 году Фатио написал письмо Гюйгенсу, в котором изложил свою версию теории гравитации, расширенная версия которой позднее стала известна как теория гравитации Лесажа. Фатио также огласил своё письмо Гюйгенсу на заседании Королевского общества.
Весной 1690 года Фатио отправился в Голландию в качестве наставника двух племянников Джона Хэмпдена. В Гааге, Фатио совместно с Гюйгенсом составил перечень ошибок к ньютоновским «Началам». В это же время Гюйгенс ознакомил Лейбница с некоторыми работами Фатио по дифференциальным уравнениям. В сентябре 1691 года Фатио вернулся в Лондон в связи с кончиной одного из учеников. После смерти Эдуарда Бернара Фатио пытался получить освободившееся место Савилиановского профессора астрономии в Оксфорде, но безуспешно.
Именно Фатио убедил Ньютона опубликовать первое описание его варианта математического анализа «О квадратуре кривых» (лат. De quadratura curvarum)'. Он также рассчитывал на совместную новую редакцию ньютоновских «Начал», которая включила бы в себя его собственную теорию гравитации. К концу 1691 года Фатио понял, что Ньютон не интересуется подобным развитием работы, однако он по-прежнему надеялся на совместное с Ньютоном исправление текста «Начал». В письме Гюйгенсу Фатио писал: «я, возможно, мог бы взяться за это сам, так как не знаю никого, кто так хорошо и глубоко понимает большую часть этой книги».
Ньютон предложил Фатио жить с ним в Кембридже в качестве ассистента, но Фатио отказался, предпочтя самостоятельное продолжение академической карьеры. Летом 1694 года по рекомендации Джона Локка получил место наставника (тьютора) Ризли Рассела, наследника Уильяма Рассела, 1-го герцога Бедфорда. Последовал за своим учеником в Оксфорд, а затем — в Голландию (1697—1698). В 1699, 1700 и 1701 годах посещал Швейцарию.

### Спор Ньютона с Лейбницем
Ознакомившись с книгой Ньютона по квадратурам кривых (De quadratura curvarum), Фатио понял, что Ньютон уже долгое время имел представление о принципах дифференциального и интегрального исчисления, что делало его собственные открытия в этой области запоздалыми, о чём Фатио сообщил Гюйгенсу в 1692 году. В 1696 году близкий к Лейбницу математик Иоганн Бернулли составил задачу о брахистохроне, предложив её как тест на проверку понимания принципов математического анализа. Свои решения представили Ньютон, Яков Бернулли, Лейбниц, Лопиталь и Чирнхаус. 

В 1699 году Фатио опубликовал статью по исследованию тел вращения, в которой он рассмотрел задачу о брахистохроне и другую задачу, относящуюся к разделу математики, позднее получившему название «вариационного исчисления». При этом Фатио отметил, что полученные им результаты ранее были изложены во втором томе «Начал» Ньютона. Указывая на этот факт, а также на свои собственные работы 1687 года, Фатио опровергал притязания Лейбница и его школы на приоритет в открытии дифференциального и интегрального исчисления.
Это заявление Фатио вызвало раздражённый ответ Иоганна Бернулли и Лейбница в журнале Acta eruditorum. Лейбниц подчеркнул, что Ньютон сам признал в «Началах», что он, Лейбниц, независимо от него открыл метод математического анализа. Ответ Фатио был опубликован в сокращённой форме в 1701 году. Фатио также обсуждал историю открытия матанализа и свою теорию гравитации с Якобом Бернулли, отношения которого с его братом Иоганном к тому времени ухудшились. Эти письма и статьи Фатио часто рассматриваются как предыстория ожесточённого спора о приоритете, развернувшимся между Ньютоном и Лейбницем в 1710-х годах.

### Вклад в часовое дело
В 1690-е годы Фатио открыл метод сверления рубинов с использованием алмазного инструмента. Алмазное сверло позволяло делать в рубине отверстия небольшого диаметра с очень ровными краями; просверленные таким образом рубины могли быть использованы в качестве часовых камней, повышавших точность и долговечность механических часов. Фатио пытался привлечь внимание парижских часовщиков к своему изобретению, но безуспешно.
Вернувшись в Лондон, Фатио обратился с предложением к братьям-гугенотам Петеру и Иакову Дебофрам (Debaufre или De Baufre), имевшим магазин часов на Чёрч-Стрит в Сохо. В 1704 году Фатио и братья Дебофры получили патент сроком на 14 лет, дававший им исключительное право использования часовых камней в Англии. Они потом безуспешно пытались имеем патент продлён до «единственного применения [из] драгоценные камни и более распространённым в часы»..
В марте 1705 Фатио продемонстрировал часы на камнях в Королевском обществе. В 1717 часы конструкции Фатио приобрёл Ричард Бентли, — декан Тринити-колледжа, где преподавал Ньютон. Позднее Фатио просил разрешения Ньютона на использование имени последнего в рекламе часов на камнях.
Часы на камнях изготавливались исключительно в Англии до 1768 года, когда этот метод впервые на континенте освоил швейцарский часовщик Фердинанд Берту. С тех пор рубиновые камни повсеместно используются в качественных механических часах.

### Последние годы
C начала 1700-х годов Фатио стали связывать с лондонскими представителями радикальных французских протестантов, т. н. «камизаров», известных также как «французские пророки». Британское правительство подозревало, что камизары затевают политические интриги, и в 1707 году Фатио, а также Эли Марион и Жан Доде (Daudé) были вызваны в королевский суд по обвинениям, выдвинутым против них французской протестантской церковью в Англии. Все трое были признаны виновными в подстрекательстве к мятежу и приговорены к позорному столбу. 2 декабря 1707 Фатио стоял на эшафоте на Чаринг-Кросс с надписью на шляпе, назвавшей его пособником в распространении «злых и фальшивых пророчеств». Лишь заступничество герцога Ормонда, у брата которого, лорда Аррана, Фатио был в своё время тьютором, позволило избежать насилия толпы.
Фатио верил в легенду о воскресении Томаса Имеса — известного в то время целителя и пророка, что вызвало насмешки и осуждение со стороны его собственного брата. В 1711 году Николя посетил Берлин, Халле и Вену в качестве эмиссара «французских пророков». В 1712—1713 гг. с той же целью объехал Стокгольм, Константинополь, Смирну и Рим, а также побывал в Пруссии.
По возвращении в Англию удалился в Вустер, где посвятил себя научным занятиям, включая алхимию и изучение христианской каббалы.
В 1732 году, пользуясь содействием Джона Кондуита, мужа племянницы Ньютона, Фатио безуспешно пытался получить награду за спасение Вильгельма Оранского от похищения графом Фенилом (см. выше ). В то же время помогал Кондуиту в проектировании надгробного памятника Ньютону в Вестминстерском аббатстве.
Скончался 28 апреля или 12 мая 1753 года в Мэдресфильде и был похоронен в церкви Св. Николая в Вустере. Швейцарский физик Жорж-Луи Ле Саж впоследствии приобрёл работы Фатио, многие из которых находятся теперь в библиотеке женевского университета.

## Брат
Старший брат Николя, Жан-Кристоф Фатио, был избран в Королевское общество 3 апреля 1706 года. Среди его работ — описание солнечного затмения в Женеве 12 мая того же года; опубликовано в Philosophical Transactions. Скончался 18 октября 1720 года в Женеве. Детей не имел.

## Труды
- Fatio de Duillier, N.: De la cause de la Pesanteur, 1690—1701, Bopp edition. On pp. 19-22 is an introduction by Bopp (in German). Fatio’s paper starts at the end of p. 22 (in French).
- Fatio de Duillier, N.: De la Cause de la Pesanteur (недоступная ссылка), 1690—1743, Gagnebin edition. For an introduction by Gagnebin, see Introduction (недоступная ссылка)
- Fatio de Duillier, N.: "Letters no. 2570, pp. 384—389 and 2582, pp. 407—412, 1690, Huygens Oeuvres, Vol. IX. These letters contain the first written expositions of his theory. Huygens gave an answer in letter no. 2572)